# Haplostomides amarouci
Haplostomides amarouci – gatunek widłonoga z rodziny Botryllophilidae. Opisał go w 1929 roku zoolog Charles Henry Blake, nadając mu nazwę Cryptopodus amarouci.